# Историко-краеведческий музей Южно-Казахстанской области
Историко-краеведческий музей Южно-Казахстанской области — музей в Южно-Казахстанской области Казахстана. Основан в 1920 году.
Телефон - 249460.

## Описание
Южно-Казахстанский областной историко-краеведческий музей был основан в 1920 году. Большую роль в становлении и развитии музея сыграли М. Е. Массон, ученый — востоковед и местные краеведы Б. П. Тризна, И. К. Шпота и др. В 1977 году для музея построено новое здание и сейчас музей имеет площадь 2367 м2, в том числе экспозиционную — 1058,6 м2 и фондовую — 440 м2.
В фондах музея насчитывается более 60 тысяч памятников материальной и духовной культуры, которые рассказывают о разнообразной природе и богатой истории южно-казахстанской области.
Сам музей располагает огромной нумизматической, археологической, этнографической коллекциями.
Музей имеет 5 научно-исследовательских отделов: природы, истории, археологии и этнографии, фондов, экскурсионный-массовый и научно-методический, которые проводят научно-исследовательскую, экскурсионный-массовую и просветительскую работу.
Музей имеет 3 филиала и сектор — в. Старый Икан, с. Сайрам, в с. Т.Рыскулова, в г. Туркестане. Музей является методическим центром для 15 ведомственных и 92-х школьных музеев. Музей ежегодно посещают 100000 человек из них около 5000 иностранцы. В музее имеется три зала: природы, истории, археологии и этнографии.

## Зал природы
Здесь представлена флора и фауна южно-казахстанской области, начиная с палеозойской эры.

## Зал истории
Здесь описывается история области начиная с VI—VII веков и продолжая до сегодняшнего дня

## Зал археологии и этнографии
Представлены археологические и этнографические экспонаты начиная с древних веков и заканчивая двадцать первым веком. Насчитывается более 5000 экспонатов.